# Эррера, Джонни
Джо́нни Кристиа́н Эрре́ра Муньо́с (исп. Jhonny Cristián Herrera Muñoz; род. 9 мая 1981 года, Анголь) — чилийский футболист, вратарь. Выступал за национальную сборную Чили.

## Биография
Джонни Эррера является воспитанником «Универсидад де Чили». В этой команде он дебютировал в профессиональном футболе в 1999 году и провёл первые 6 сезонов в своей карьере. За этот период он трижды выигрывал чемпионат Чили. В 2006 году выступал за «Коринтианс», который на тот момент был действующим чемпионом Бразилии, однако стать основным вратарём клуба из Сан-Паулу ему не удалось. Эррера провёл лишь 9 матчей в сезоне.
В 2007—2008 годах выступал за «Эвертон» из Винья-дель-Мар и помог этой команде стать чемпионом Апертуры 2008 года, причём это было первое чемпионство «Эвертона» с 1976 года. После победы в Апертуре, перешёл в «Аудакс Итальяно», с которым провёл несколько успешных сезонов, а по итогам 2010 года попал в символическую сборную чемпионата Чили.

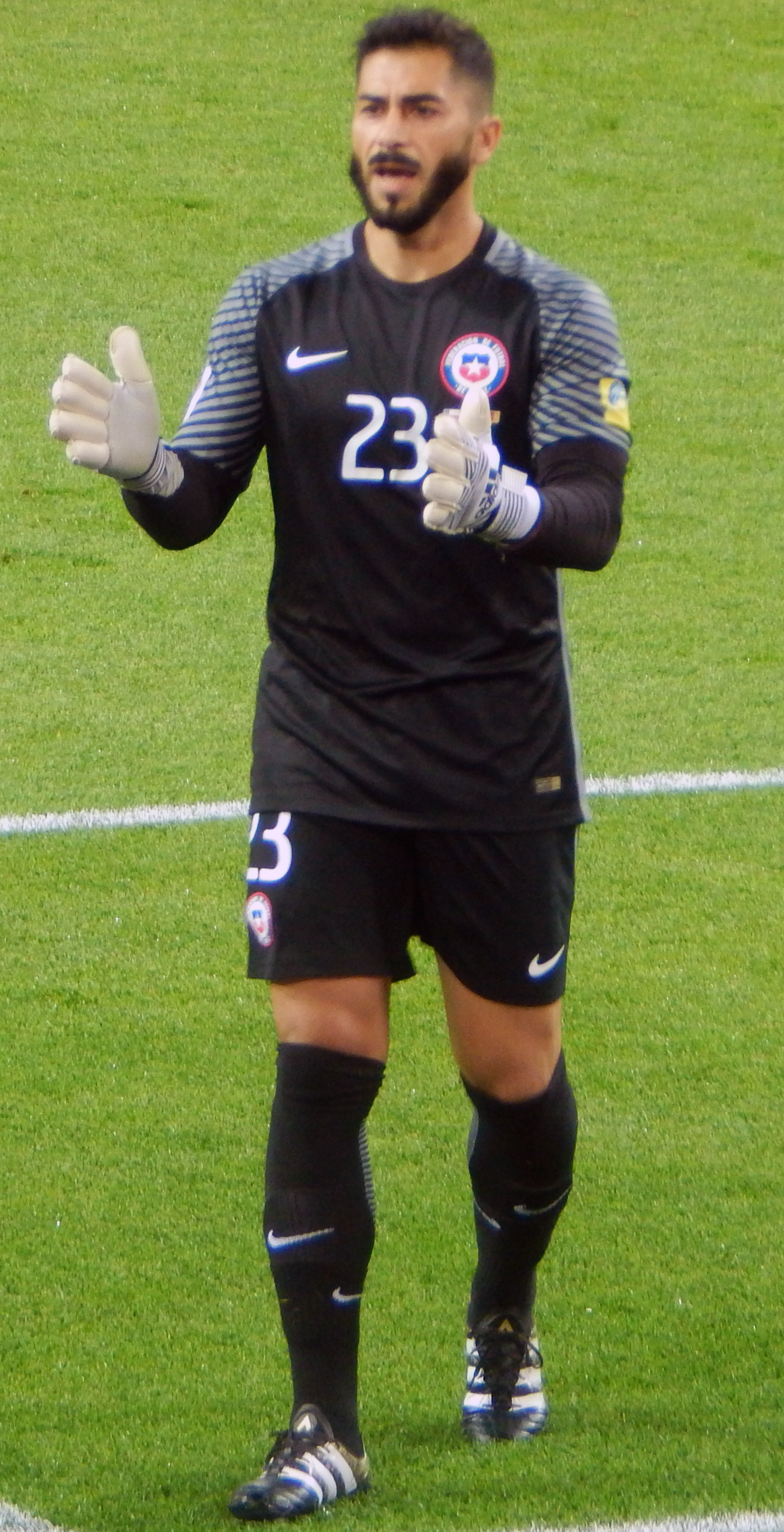

В декабре 2009 года в результате автомобильной аварии Эррера насмерть сбил 22-летнюю девушку, двигаясь со скоростью 160 км/ч (но на зелёный свет). В крови футболиста был обнаружен алкоголь. Эрреру поместили под арест сроком 120 суток.
В начале 2011 года вернулся в «Универсидад де Чили» и сразу же помог команде выиграть Апертуру. Во второй половине 2011 года Эррера был одним из лидеров своей команды в розыгрыше Южноамериканского кубка, закончившемся триумфом чилийцев. Это была первая победа «Универсидад де Чили» в международных турнирах под эгидой КОНМЕБОЛ. Сам Эррера действовал очень уверенно, а «синие» пропустили лишь 2 гола в 12 матчах турнира. 30 декабря 2011 года «Универсидад де Чили» оформил сезонный «хет-трик», выиграв второй за год чемпионат Чили, Клаусуру. По итогам 2011 года Эррера вновь был признан лучшим вратарём чемпионата Чили, а также попал в символическую сборную года Южной Америки.
В начале 2000-х годов Эррера выступал за молодёжную сборную Чили. Был резервным игроком сборной, завоевашей бронзовую медаль Олимпийских игр 2000 года в Сиднее, медаль не получил. Выступал на молодёжном чемпионате мира 2001 года. В 2002—2005 годах дважды играл за основную сборную Чили. В июне 2011 года, благодаря успешным выступлениям, Эррера попал в число кандидатов в сборную Чили на поездку в Аргентину на Кубок Америки, но в последний момент главный тренер чилийцев сделал выбор в пользу других вратарей.

## Достижения
- Чемпион Чили (6): 1999, 2000, Ап. 2004, Ап. 2008, Ап. 2011, Кл. 2011
- Обладатель Кубка Чили (1): 2000
- Обладатель Южноамериканского кубка (1): 2011
- Лучший вратарь Южной Америки (1) 2011
- Лучший вратарь чемпионата Чили (2): 2010, 2011

### Сборная
Чили
- Победитель Кубка Америки: 2015, 2016